# Austen Robin Crapp
Austen Robin Crapp OFM CBE (* 5. März 1934 in Sydney; † 6. März 2024 ebenda) war ein australischer Ordensgeistlicher und römisch-katholischer Bischof von Aitape. 

## Leben
Austen Robin Crapp trat der Ordensgemeinschaft der Franziskaner bei und empfing am 21. Juli 1959 die Priesterweihe.
Papst Johannes Paul II. ernannte ihn am 19. April 1999 zum Bischof von Aitape. Die Bischofsweihe spendete ihm der Erzbischof von Madang, Benedict To Varpin, am 11. Juli desselben Jahres; Mitkonsekratoren waren Brian James Barnes OFM, Erzbischof von Port Moresby, und Stephen Reichert OFMCap, Bischof von Mendi. Sein Wahlspruch lautete Nomini Tuo (deutsch: Deinem Namen).
Crapp wurde 2006 zum Commander of the Order of the British Empire (CBE) ernannt, in Anerkennung seiner Verdienste um die Menschen in Papua-Neuguinea, insbesondere nach dem Erdbeben und Tsunami von 1998.
Am 5. März 2009 nahm Papst Benedikt XVI. sein aus Altersgründen vorgebrachtes Rücktrittsgesuch an. Crapp starb am 6. März 2024, einen Tag nach seinem 90. Geburtstag, im Prince of Wales Hospital in Randwick, Sydney.